# Somewhere Back In Time World Tour
De Somewhere Back In Time World Tour was een concerttournee van 2008 tot 2009 van Iron Maiden gebaseerd op de studioalbums van de band uit de jaren tachtig, meer bepaald Powerslave, Somewhere in Time en Seventh Son of a Seventh Son.
De tournee begon op 1 februari 2008 in Mumbai (India) en eindigde op 2 april 2009 in Sunrise (Florida). Gedurende de tournee trad de band 90 keer op waarbij het zich bij verplaatsingen voor het eerst bediende van een eigen Boeing 757, genaamd Ed Force One. Naar aanleiding van de tournee bracht de band de documentaire Iron Maiden: Flight 666 uit. Deze documentaire draaide in een beperkt aantal bioscopen en kwam later op dvd uit.

## Setlist

### 2008
- Aces High
- 2 Minutes to Midnight
- Revelations
- The Trooper
- Wasted Years
- The Number of The Beast
- Can I Play with Madness
- Rime of the Ancient Mariner
- Powerslave
- Heaven Can Wait
- Run to the Hills
- Fear of The Dark
- Iron Maiden

Toegift
- Moonchild
- The Clairvoyant
- Hallowed Be Thy Name

### 2009
- Aces High
- Wrathchild
- 2 Minutes to Midnight
- Children of the Damned
- Phantom of the Opera
- The Trooper
- Wasted Years
- Rime of the Ancient Mariner
- Powerslave
- Run to the Hills
- Fear of The Dark
- Hallowed Be Thy Name
- Iron Maiden

Toegift
- The Number of The Beast
- The Evil That Men Do
- Sanctuary

## Tourdata

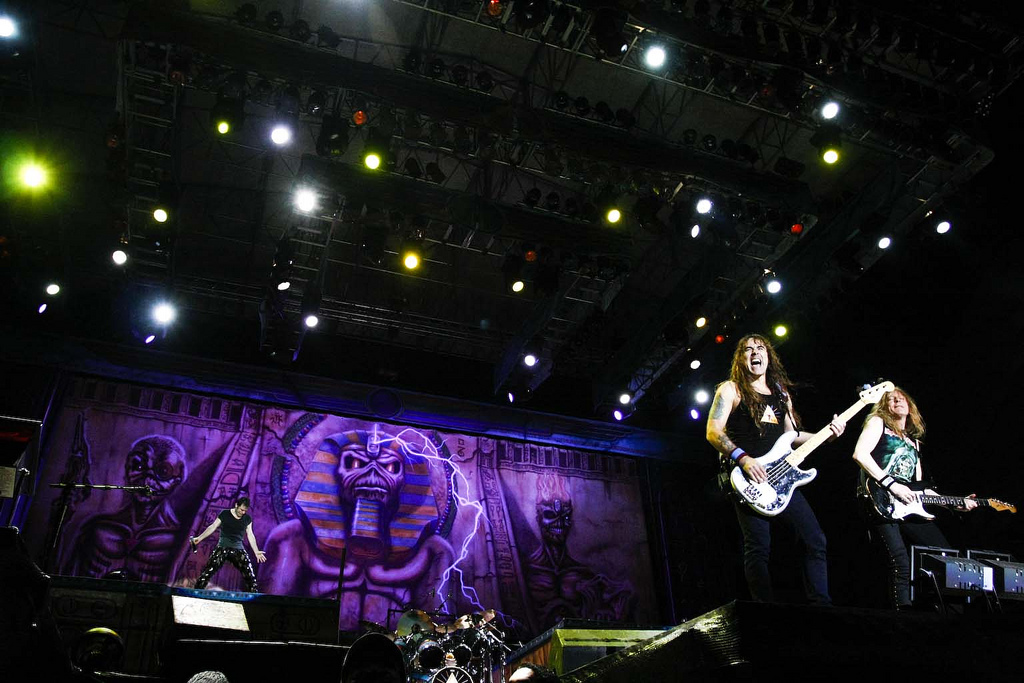
San José, Costa Rica (26 februari 2008)

| Eerste reeks                 | Eerste reeks                  | Eerste reeks                 |
| Azië en Oceanië              | Azië en Oceanië               | Azië en Oceanië              |
| ---------------------------- | ----------------------------- | ---------------------------- |
| 1 februari 2008              | Mumbai                        | India                        |
| 4 februari 2008              | Perth                         | Australië                    |
| 6 februari 2008              | Melbourne                     | Australië                    |
| 7 februari 2008              | Melbourne                     | Australië                    |
| 9 februari 2008              | Sydney                        | Australië                    |
| 10 februari 2008             | Sydney                        | Australië                    |
| 12 februari 2008             | Brisbane                      | Australië                    |
| 15 februari 2008             | Yokohama                      | Japan                        |
| 16 februari 2008             | Tokio                         | Japan                        |
| Noord- en Zuid-Amerika       |                               |                              |
| 19 februari 2008             | Los Angeles, (Californië)     | Verenigde Staten             |
| 21 februari 2008             | Zapopan                       | Mexico                       |
| 22 februari 2008             | Monterrey                     | Mexico                       |
| 24 februari 2008             | Mexico-Stad                   | Mexico                       |
| 26 februari 2008             | San José                      | Costa Rica                   |
| 28 februari 2008             | Bogota                        | Colombia                     |
| 2 maart 2008                 | São Paulo                     | Brazilië                     |
| 4 maart 2008                 | Curitiba                      | Brazilië                     |
| 5 maart 2008                 | Porto Alegre                  | Brazilië                     |
| 7 maart 2008                 | Buenos Aires                  | Argentinië                   |
| 9 maart 2008                 | Santiago                      | Chili                        |
| 12 maart 2008                | San Juan                      | Puerto Rico                  |
| 14 maart 2008                | East Rutherford, (New Jersey) | Verenigde Staten             |
| 16 maart 2008                | Toronto, (Ontario)            | Canada                       |
| Tweede reeks (Noord-Amerika) |                               |                              |
| 21 mei 2008                  | Selma, (Texas)                | Verenigde Staten             |
| 22 mei 2008                  | Houston, (Texas)              | Verenigde Staten             |
| 25 mei 2008                  | Albuquerque, (New Mexico)     | Verenigde Staten             |
| 26 mei 2008                  | Phoenix, (Arizona)            | Verenigde Staten             |
| 28 mei 2008                  | Concord, (Californië)         | Verenigde Staten             |
| 30 mei 2008                  | Irvine, (Californië)          | Verenigde Staten             |
| 31 mei 2008                  | Irvine, (Californië)          | Verenigde Staten             |
| 2 juni 2008                  | Auburn, (Washington)          | Verenigde Staten             |
| 3 juni 2008                  | Vancouver, (British Columbia) | Canada                       |
| 5 juni 2008                  | Calgary, (Alberta)            | Canada                       |
| 6 juni 2008                  | Edmonton, (Alberta)           | Canada                       |
| 8 juni 2008                  | Regina, (Saskatchewan)        | Canada                       |
| 9 juni 2008                  | Winnipeg, (Manitoba)          | Canada                       |
| 11 juni 2008                 | Rosemont, (Illinois)          | Verenigde Staten             |
| 12 juni 2008                 | Cuyahoga Falls, (Ohio)        | Verenigde Staten             |
| 14 juni 2008                 | Holmdel, (New Jersey)         | Verenigde Staten             |
| 15 juni 2008                 | New York                      | Verenigde Staten             |
| 17 juni 2008                 | Camden, (New Jersey)          | Verenigde Staten             |
| 18 juni 2008                 | Columbia, (Maryland)          | Verenigde Staten             |
| 20 juni 2008                 | Mansfield, (Massachusetts)    | Verenigde Staten             |
| 21 juni 2008                 | Montréal, (Québec)            | Canada                       |
| Derde reeks (Europa)         |                               |                              |
| 27 juni 2008                 | Bologna                       | Italië                       |
| 29 juni 2008                 | Dessel                        | België                       |
| 1 juli 2008                  | Parijs                        | Frankrijk                    |
| 2 juli 2008                  | Parijs                        | Frankrijk                    |
| 5 juli 2008                  | Londen                        | Verenigd Koninkrijk          |
| 9 juli 2008                  | Lissabon                      | Italië                       |
| 11 juli 2008                 | Mérida                        | Spanje                       |
| 16 juli 2008                 | Stockholm                     | Zweden                       |
| 18 juli 2008                 | Helsinki                      | Finland                      |
| 19 juli 2008                 | Tampere                       | Finland                      |
| 22 juli 2008                 | Trondheim                     | Noorwegen                    |
| 24 juli 2008                 | Oslo                          | Noorwegen                    |
| 26 juli 2008                 | Göteburg                      | Zweden                       |
| 27 juli 2008                 | Horsens                       | Denemarken                   |
| 31 juli 2008                 | Wacken                        | Duitsland                    |
| 4 augustus 2008              | Boekarest                     | Roemenië                     |
| 7 augustus 2008              | Warschau                      | Polen                        |
| 8 augustus 2008              | Praag                         | Tsjechië                     |
| 10 augustus 2008             | Split                         | Kroatië                      |
| 12 augustus 2008             | Boedapest                     | Hongarije                    |
| 14 augustus 2008             | Bazel                         | Zwitserland                  |
| 16 augustus 2008             | Assen                         | Nederland                    |
| 19 augustus 2008             | Moskou                        | Rusland                      |
| Vierde reeks                 |                               |                              |
| Europa                       |                               |                              |
| 10 februari 2008             | Belgrado                      | Servië                       |
| Azië en Oceanië              |                               |                              |
| 13 februari 2009             | Dubai                         | Verenigde Arabische Emiraten |
| 15 februari 2009             | Bangalore                     | India                        |
| 20 februari 2009             | Auckland                      | Nieuw-Zeeland                |
| 22 februari 2009             | Christchurch                  | Nieuw-Zeeland                |
| Noord- en Zuid-Amerika       |                               |                              |
| 25 februari 2009             | Monterrey                     | Mexico                       |
| 26 februari 2009             | Guadalajara                   | Mexico                       |
| 28 februari 2009             | Mexico-Stad                   | Mexico                       |
| 3 maart 2009                 | Alajuela                      | Costa Rica                   |
| 5 maart 2009                 | Caracas                       | Venezuela                    |
| 7 maart 2009                 | Bogota                        | Colombia                     |
| 10 maart 2009                | Quito                         | Ecuador                      |
| 12 maart 2009                | Manaus                        | Brazilië                     |
| 14 maart 2009                | Rio de Janeiro                | Brazilië                     |
| 15 maart 2009                | São Paulo                     | Brazilië                     |
| 18 maart 2009                | Belo Horizonte                | Brazilië                     |
| 20 maart 2009                | Brasilia                      | Brazilië                     |
| 22 maart 2009                | Santiago                      | Chili                        |
| 26 maart 2009                | Lima                          | Peru                         |
| 28 maart 2009                | Buenos Aires                  | Argentinië                   |
| 31 maart 2009                | Recife                        | Brazilië                     |
| 2 april 2009                 | Sunrise                       | Verenigde Staten             |

## Voorprogramma
Tijdens de tournee stonden de volgende bands in het voorprogramma
- Eerste reeks: Lauren Harris, Vanishing Point, Behind Crimson Eyes, Parikrama.
- Tweede reeks: Lauren Harris, Anthrax (Irvine) and Trivium (Holmdel).
- Derde reeks: Lauren Harris, Within Temptation (Londen en Assen), Kamelot (Assen), Avenged Sevenfold, Trooper (Boekarest), Made of Hate (Warschau), Salamandra (Praag), Slayer (Lissabon and Mérida), Tainted (Christchurch)
- Vierde reeks: Lauren Harris, Carcass, Atreyu, Morbid Angel, Anthrax (Bogota), Ágora (Mexico Stad), IRA (Monterrey), M.A.S.A.C.R.E. (Lima), Witchblade (Chili)